# Kari Wahlgren
Kari Wahlgren (født 13. juli 1977)   er en amerikansk stemmeskuespillerinde, der har leveret engelsksprogede roller til animerede film, tv-serier og videospil.   Hun fik sin start i anime-voice-overs som Haruko Haruhara i FLCL, og ville senere få store roller i en række shows og film: Robin Sena i Witch Hunter Robin, Lavie Head i Last Exile, Fuu i Samurai Champloo, Scarlett i Steamboy, Pacifica Casull i Scrapped Princess, Saya Otonashi i Blood+, Michiru Satomiog Luca i Immortal Grand Prix, Kagami Hiiragi i Lucky Star, Sabre i Fate/nul, Fate/stay night: Unlimited Blade Worksog Fate/stay night: Heaven's Feel, og Celty Sturluson i Durarara!! serie.